# Meg Urry
Claudia Megan "Meg" Urry es una astrofísica estadounidense, que de 2015 a 2016 fue Presidenta de la Sociedad Astronómica de los Estados Unidos, anteriormente lo había sido en la facultad del Telescopio espacial Hubble y presidió el Departamento de Física de la Universidad de Yale de 2007-2013. Es notable no solo por sus contribuciones a la astronomía y la astrofísica, incluyendo trabajos sobre los agujeros negros y las encuestas de longitud múltiple de onda, sino también por su trabajo sobre el sexismo y la equidad de género en la astronomía, y la ciencia y el mundo académico en general.

## Trayectoria
Después de crecer en Indiana y Massachusetts, Urry estudió en la Universidad de Tufts, donde se especializó en matemáticas, música y física y se graduó en 1977.
Urry obtuvo una licenciatura (1979) y un Doctorado (1984) en física por la Universidad Johns Hopkins, donde su asesor era Art Davidsen. Para su tesis, estudió blazars en el Centro de vuelo espacial Goddard con Richard Mushotzky. Realizó un postdoctorado en el Centro de Investigación Espacial del MIT, trabajando con Claude Canizares. Se unió a la facultad de Yale en 2001, en ese momento como la única mujer en el departamento, y se convirtió en Presidenta en 2007.
Ha abordado activamente las desigualdades de género en astronomía y ciencia de manera general, dando más de 60 charlas sobre el tema, incluidas las Conferencias anuales para Mujeres Licenciadas en Física (CUWiP). Con Laura Danly , Urry coorganizó el primer encuentro de Mujeres en Astronomía.
Estudia los agujeros negros supermasivos, conocidos como Núcleos Galácticos Activos (AGN), y la relación de las galaxias normales con los AGN. 

## Premios y honores
- 1976, 1977, N. Hobbs Knight Award for Physics de la Universidad de Tufts.
- 1976, Phi Beta Kappa
- 1990, Premio Annie Jump Cannon en Astronomía.
- 1999, miembro de la American Physical Society
- 2006, Mujeres Americanas en Ciencia Fellow
- 2007, Academia de Ciencias e Ingeniería de Connecticut
- 2008, Academia Estadounidense de las Artes y las Ciencias
- 2012, Premio George Van Biesbroeck
- 2016, Academia Nacional de Ciencias de Estados Unidos[4]

## Otras lecturas
- Meg Urry, "Las niñas y el futuro de la ciencia" , Huffington Post, 19 de julio de 2011.